# Campionat britànic de trial 1964
La temporada de 1964 del Campionat britànic de trial fou la 15a edició d'aquest campionat, organitzat per l'ACU.

## Classificació final
| Posició | Pilot          | Motocicleta | Punts |
| ------- | -------------- | ----------- | ----- |
| 1       | Sammy Miller   | Ariel       | ?     |
| 2       | Don Smith      | Greeves     | ?     |
| 3       | Scott Ellis    | Triumph     | ?     |
| 4       | Peter Stirland | Greeves     | ?     |
| 5       | Tony Davis     | BSA         | ?     |
| 6       | Derek Adsett   | Greeves     | ?     |
| 7       | ?              | ?           | ?     |
| 8       | ?              | ?           | ?     |
| 9       | ?              | ?           | ?     |
| 10      | ?              | ?           | ?     |